# Русский язык в Грузии
Ру́сский язы́к в Гру́зии — язык русского национального меньшинства в Грузии. Также востребован в Грузии как международный язык или лингва франка.
Согласно исследованию 2022 года, опубликованного Национальным демократическим институтом и CRRC Georgia, большинство в Грузии понимает русский язык. 31 % жителей Тбилиси в совершенстве говорит на русском языке, лишь 9 % жителей столицы совсем не владеют им. Среди граждан старше 55 лет не владеют русским лишь 8 %.

## Распространение

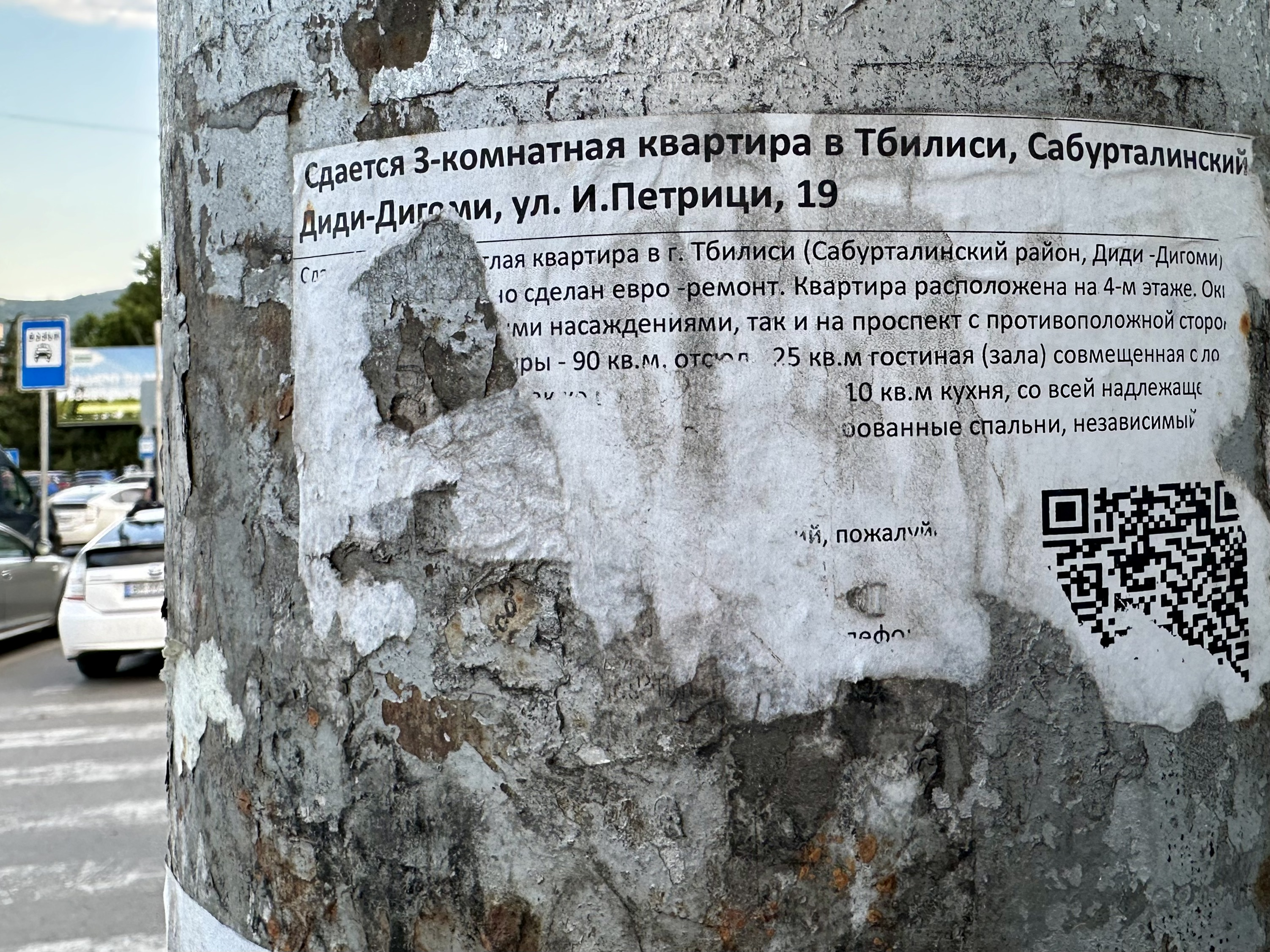
Объявление на русском языке в Тбилиси, 2024 год

По оценке российского демографа Александра Арефьева в Грузии в 2004 году русским языком как родным владело около 130 тысяч человек, активно владело как иностранным — 1,7 млн человек, пассивно владело — 1,0 млн человек, не владело совсем — 1,8 млн человек.
По данным грузинского социолога Иаго Качкачишвили, председателя Института социальных исследований и анализа Грузии, на 2008 год 55 % населения Грузии считают, что свободно владеют русским языком, при этом 70 % опрошенных сказали, что улучшать знание русского языка им не нужно, поскольку у них нет потребности в употреблении русского языка на работе и в учёбе; 10 % респондентов регулярно читают книги на русском языке.
Согласно результатам исследования маркетинговой компании ACT (член ESOMAR), в 2012 году 96,3 % жителей Тбилиси владели русским языком. 36 % населения Тбилиси владели русским языком в совершенстве, 29 % — на хорошем уровне, 28 % — на среднем, 3 % — на начальном и 4 % — вообще не владели русским языком.
Согласно исследованию 2022 года, опубликованного Национальным демократическим институтом и CRRC Georgia, большинство в Грузии понимает русский язык. 19 % респондентов владеют им в совершенстве, 42 % — средне, 23 % — на начальном уровне; 15 % не владеют совсем; 1 % отказался от ответа. Знание русского языка выше всего в Тбилиси (совсем не владеют 9 %) и в крупных городах, а также среди граждан старше 55 лет (совсем не владеют 8 %). Наименьшее владение отмечено в возрастной группе от 18 до 35 лет (совсем не владеют 20 %) и в малых поселениях (совсем не владеет 31 %).

## Статус
Статус русского языка в Грузии не определён, при этом Грузия ратифицировала рамочную Конвенцию о защите национальных меньшинств. В Абхазии (которая грузинскими властями и подавляющим большинством международного сообщества рассматривается как часть Грузии) русский язык является «языком государственных и других учреждений», а в Южной Осетии (также рассматривается грузинскими властями и подавляющим большинством международного сообщества как часть Грузии) — русский язык (с июля 2012 года) является государственным языком наряду с осетинским.

## Функционирование
В 2000 году в Грузии функционировали 214 общеобразовательных школ (из них 2 гимназии) с русским языком обучения (87 школ и 127 самостоятельных секторов), в которых обучалось свыше 45 000 учащихся; на русском языке в государственных вузах Грузии обучалось около 3000 студентов (помимо бакалавров, аспирантов, докторантов, соискателей). По данным энциклопедии «Кругосвет» обучение на русском языке ведётся более чем в 200 школах Грузии (без учёта Абхазии и Южной Осетии), причём в них используются российские программы, учебники и методические пособия. При этом в 2004 году, по данным Александра Арефьева, из 32 тысяч учеников школ с обучением на русском языке собственно русских было менее 7 тысяч, а 25 тысяч — преимущественно из грузинских семей.
В 1991—2004 годах резко снизился уровень владения русским языком, особенно среди молодёжи, в основном в результате отсутствия программ, учебников, пособий, нехватки подготовленных преподавателей, сокращения количества часов, отводимых на обучение русскому языку. В 2011 году преподавание русского языка в школах перестало быть обязательным, а число групп с образованием на русском в смешанных школах сокращено вдвое; школ с преподаванием только на русском остаётся две. По сообщению «Коммерсанта», сделанному в 2012 году, Министерство просвещения и науки дало директорам школ устное распоряжение прекратить приём новых учеников в сектора с русским языком обучения. С 2015 года русский язык можно учить не с седьмого, а с пятого класса, также увеличиваются часы изучения в 2 раза.
Во время войны в Южной Осетии и Абхазии в 2008 году в Грузии было прекращено (однако позже частично восстановлено) телевещание на русском языке; одновременно был прекращён показ фильмов на русском языке в кинотеатрах. В 2019 году кинотеатры Тбилиси вновь перестали показывать фильмы на русском языке.
В Тбилиси работает Русский драматический театр имени А. С. Грибоедова, основанный в 1932 году.
В 2022 году, после начала вторжения России на Украину, за счёт эмигрантов из России и Украины начался рост численности русскоязычного населения в Грузии. На фоне существующей межэтнической напряжённости отношение к русскому языку как к средству межнационального общения различается по регионам страны. В Тбилиси среди русскоязычных сформировался негласный стандарт вежливости — начинать общение на английском языке, тогда как в более туристическом Батуми русская речь воспринимается нейтрально, и общение на русском языке происходит повсеместно.